# Manolache, Ilfov
Manolache este un sat în comuna Glina din județul Ilfov, Muntenia, România.